# Echites yucatanensis
Echites yucatanensis là một loài thực vật có hoa trong họ La bố ma. Loài này được Millsp. ex Standl. mô tả khoa học đầu tiên năm 1930.